# Juan Olvido
Juan Olvido (Forgetful Jones en la versión original) era uno de los personajes del programa infantil Barrio Sésamo, llamado así por ser despistado y olvidadizo.
Representaba a un cowboy que tenía un caballo llamado Buster que hablaba y ayudaba a Juan Olvido a recordar cosas como cepillarse los dientes. Su novia (de toda la vida) Clementina solía llamarle “Juan Olvido, cabeza de grillo” y le ayudaba a solucionar todos los problemas en los que su falta de memoria le metía.
Fue doblado por Carlos Revilla.